# 亚历山德罗·普利扎里
亚历山德罗·普利扎里（義大利語：Alessandro Plizzari，2000年3月12日—），意大利足球运动员，現效力於意大利足球丙级联赛球隊佩斯卡拉，司职门将。普利扎里不满18岁时即入选意大利U19、U20国家队，代表意大利U20国家队参加了2017年國際足協U-20世界盃，并在三四名决赛中两次扑出点球，帮助球队夺得季军。

## 俱乐部生涯
普利扎里生于意大利伦巴第大区克雷莫纳省的克雷马。2014年，他加入米兰青训营。2016至2017赛季，普利扎里被提拔进入米兰一线队，但整个赛季没有获得出场机会。赛季末，媒体报道米兰俱乐部有意将其租借给意大利足球乙级联赛特尔纳纳足球俱乐部以积累出场经验。此前，普利扎里与米兰的合同将在2018年夏天到期，他计划在租借之前与俱乐部完成续约。2017年7月4日，特尔纳纳俱乐部宣布了这笔交易，普利扎里将租借至2018年6月30日。

## 国家队生涯
普利扎里曾先后代表意大利U15、U16、U17国家队出场比赛。未满18岁时，他已越级入选意大利U19、U20国家队。2017年夏天，普利扎里代表意大利U20国家队出征在韩国举行的2017年國際足協U-20世界盃，身披1号球衣。这届比赛上，意大利U20国家队的主力门将是安德烈·扎卡尼奥，普利扎里直到最后一场比赛才得到上场机会。那是这届大赛的季军争夺战，意大利U20国家队迎战乌拉圭U20国家队，常规时间两队打成0比0，点球大战中普利扎里扑出了罗德里戈·阿马拉尔和胡安·曼努埃尔·博塞利两人的点球，帮助球队3比1取胜，赢得季军。

## 荣誉

### 俱乐部
米兰
- 意大利超級盃：2016（英语：2016 Supercoppa Italiana）